# Душан Васиљев
Душан Васиљев (Велика Кикинда, 19. јул 1900 — Кикинда, 27. март 1924) био је српски песник, прозни и драмски писац, један од најзначајнијих српских експресиониста.
Највећи део заоставштине Душана Васиљева чува се у Народној библиотеци Србије и Удружењу за културу, уметност и међународну сарадњу „Адлигат” у Београду.

## Живот
Рођен је у Великој Кикинди, тада у Аустроугарској, 19. јула 1900. године од мајке Ракиле, кћери Симеона Стефановића пореклом из Перлеза, и оца Косте, сина Кузмана, кујунџије кикиндског. Душан је имао сестру Александру, брата Спасоја и сестру Јелену. Мајка му је умрла 1904, а отац се потом по други пут оженио. Из тог брака рођено је још петоро деце, од којих је троје умрло непосредно по рођењу.
Основну школу је похађао у Кикинди, а грађанску и учитељску у Темишвару, где му се породица преселила 1911. године.
Пошто му је отац отпремљен на фронт, морао је да преузме бригу о браћи и сестрама. Похађао је школу и радио као писар, а 1917. се пријавио у војску. Позвали су га 1918. и отпремили на фронт на Пјави. Вратио се исцрпљен и са озбиљним знацима маларије и бронхитиса. По повратку у Темишвар затекао је српску војску. Ступио је у службу у команду места, као писар и тумач, а потом као деловођа.
Основао je Коло младих Срба и лист Слога. Када је српска војска напустила Темишвар, отишао је у Београд. Уписао се као ванредни слушалац на Филозофски факултет, почео је да сарађује у Слози, Књижевном југу, Дану, у Мисли, коју је водио Сима Пандуровић. Студије је морао да прекине, али је завршио педагошки курс и 1920. прешао у Ченеј (Румунија), место које је тада кратко припадало Југославији, као учитељ и исте године се оженио Милојком Малетић.
Поново су га 1921. позвали у војску у Кратово, где је гонио качаке и бугарске комите. Болестан, пуштен је кући исте године. Проводио је време у Ченеју у читању и писању, али му се стање погоршало због запаљења плућне марамице и бронхијалног катара. Покушао je 1923. да се лечи, отишао у Загреб, али су га вратили са препоруком да се јави на пролеће.
Умро je 27. марта 1924. у Кикинди, где је и сахрањен на Мелином гробљу, у непосредној близини Манастира Свете Тројице.

## Песништво
Проживео је кратак и драматичан живот почетком 20. века, током Првог светског рата и непосредно после њега. Кикинда и Темишвар, као градови његовог одрастања и образовања, са неамбициозним и малим заједницама културних Срба, његово социјално порекло, његово настојање да се са маргина укључи у средишње токове српске културе, као и трагично искуство рата, утицали су на њега.
Први светски рат је екстремизовао ставове уметника тог доба. Апокалиптичке и драматичне визије, отпор према стварности, неповерење у човека, у његову историјску одговорност, скепса пред гестовима знања, експанзијом технике и индустрије, пред модерним облицима друштвености, трагање за новим светом и новим вредностима, амбивалентно и сложено одређивали су нову ситуацију.
Колико год да је Васиљев црпео своја искуства из литературе, са страшћу коју је показивао пратећи часописе који су излазили у Београду и Загребу читајући Винавера и Црњанског, његов непосредни драматични доживљај живота, посебно онај произашао из рата, обликовао је његову тамну и парадоксалну визију света, његово разумевање удеса човека.
Као песник Васиљев је изашао на глас песмом Човек пева после рата. Песма је објављена у часопису Мисао 1920. године и одмах увела Васиљева у средиште послератних књижевних струјања. И данас је он по њој највише познат међу широм читалачком публиком. Она је изразила духовно расположење младих који, враћајући се из рата, своју стравичну визију европске ратне катастрофе суочавају са бесмислом прозаичне грађанске свакодневице у којој је требало започети нови живот. Од осталих песама Душана Васиљева посебно треба истаћи Плач матере човекове и Домовину.
Душан Васиљев за живота није успео да објави књигу песама. Написао је око 300 песама, двадесетак новела, четири драме и имао богату преписку. Највећи део његове заоставштине чува се у Народној библиотеци Србије и Музеју српске књижевности, у оквиру Удружења „Адлигат” у Београду.

## Збирка Душана Васиљева у Удружењу „Адлигат”
Део личне библиотеке Душана Васиљева налази се у Музеју српске књижевности, односно Удружењу за културу, уметност и међународну сарадњу „Адлигат” у Београду, укључујући издања књига најзначајнијих српских писаца, његових савременика Љубомира Мицића, Иве Андрића, Вељка Петровића, као и прва издања Аполинера.

## Посмртна издања

### Поезија
- Изабране песме (песме изабрао Живко Милићевић. Предговор написао Велимир Живојиновић), Српска књижевна задруга, Београд, 1932, стр. XIV + 94.)
- Песме (за штампу приредио Живан Милисавац), Матица српска, Нови Сад, 1950, стр. 386.
- Човек пева после рата (песме изабрао и књигу приредио Стеван Раичковић. Предговор О човеку Душана Васиљева написао Радомир Константиновић), Просвета, Београд, 1968, стр. (10)92.
- Изабране песме (песме изабрао и предговор Сложеност поезије Душана Васиљева написао Љубомир Симовић), Рад, Београд, 1975, стр. (13)98.
- Човек пева после рата (песме изабрао и предговор Горко сјећање на покољ написао Јован Делић), Веселин Маслеша, Сарајево, 1982, стр. (43)271.
- Песме (Избор, поговор и литература Јован Зивлак), Каирос, Сремски Карловци, 2000, стр 130 (133—191)

### Проза
- Испред прага, приповетке и драме (приредио и предговор написао др Александар Пејовић), Рад, Београд, 1986, стр. (20)325.

## Галерија
- „Студија о Хамлету" М. Нехајева (1917), са латиничним потписом Душана Васиљева
- Ћирилични потпис Душана Васиљева на књизи „Ex Ponto" Иве Андрића (1920)

## Изабрана литература о Душану Васиљеву
- Милан Богдановић: Песник Душан Васиљев, СК Гласник, Београд, 1929, књ. XXVI, бр. 8, стр. 580—583.
- Срдан Богосављевић: Душан Васиљев: Бура у зору, Поља, Нови Сад, 2000, бр. 415—418.
- Бранислав В. Бранковић: Пет коментара уз изабране песме, у књизи: Записи из магареће клупе  / микроесеји, Зајечар, 2003, стр. 37-48 (41—42)
- Спасоје Васиљев: Душан Васиљев, Мисао, Београд, 1931, књ. XXXVI, св. 5—8, стр. 396—409.
- Драгиша Васић: Живот Душана Васиљева, СК Гласник, Београд, 1929, књ. XXVI, св. 8, стр. 573—579.
- Др Станиша Величковић: Књижевност у основној школи , пети разред, Ниш, 1999, стр. 31-34.
- Радован Вучковић: Авангардна поезија, Глас, Бања Лука, 1984, стр. 91—101.
- Историја књижевности , Јован Деретић и Марија Митровић, Завод за уџбенике и наставна средства, Београд, 1999.
- Александар Јовановић: Облаци у души, Став, Кикинда, 1980, стр. 3—123.
- Југословенски књижевни лексикон , “Матица српска”, Нови Сад, 1971, стр. 557.
- Бојана Стојановић Пантовић: Српски експресионизам, Матица српска, Нови Сад, 1998. стр. 72—73, 127-128.